# Nooddorp

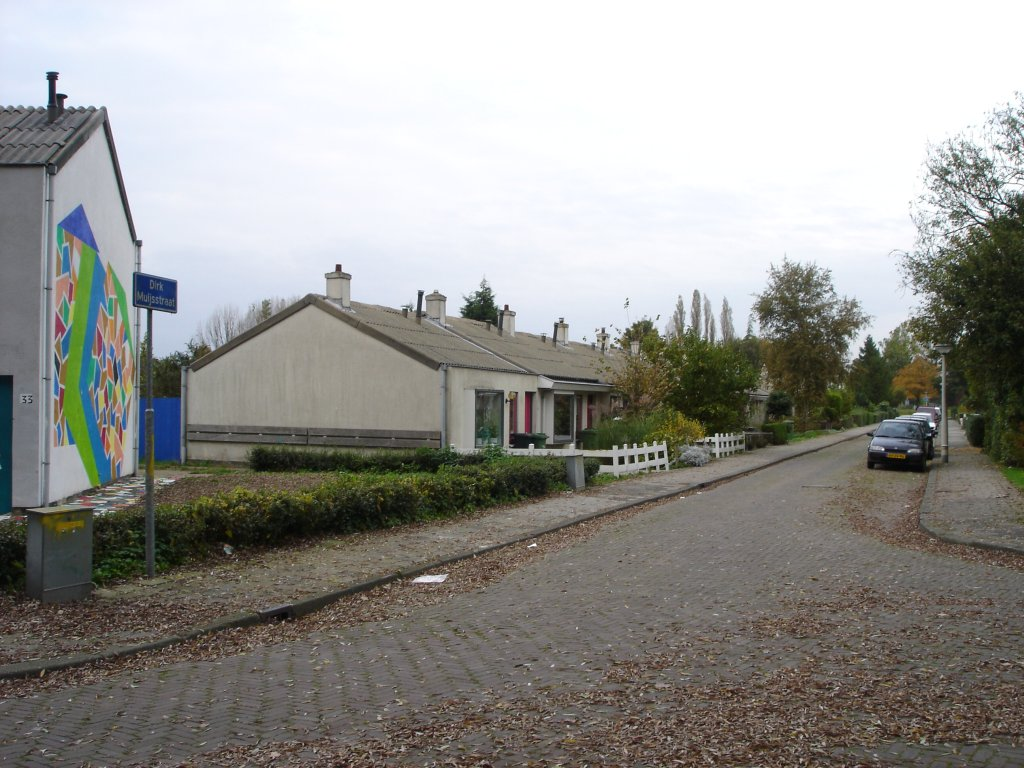
Noodwoningen in Smeetsland

Het begrip nooddorp is in Rotterdam gebruikt als aanduiding voor wijken met noodwoningen die gebouwd zijn in de Tweede Wereldoorlog.
Bij het bombardement op Rotterdam van 14 mei 1940 verloren 80.000 Rotterdammers hun woning. Om deze mensen te huisvesten werd in opdracht van de gemeente Rotterdam een aantal wijken met noodwoningen gebouwd:
- Het Drentse dorp was een complex van 189 houten woningen bij het Noorderkanaal. Deze woningen zijn al in de Hongerwinter voor een groot deel in Rotterdamse kachels verdwenen.
- Het Utrechtse dorp met 119 stenen woningen, eveneens bij het Noorderkanaal. Na ruimen van het puin in Rotterdam was de beschikbaarheid van stenen geen probleem.
- Het Gelderse dorp met 159 stenen woningen, eveneens bij het Noorderkanaal.
- Het Brabantse dorp met 525 stenen woningen in de buurt van het Zuidplein.
- Laag Zestienhoven of Landzicht met 200 woningen in Overschie
- Smeetsland met 515 woningen in IJsselmonde

Soms wordt ook de wijk Wielewaal in Charlois als nooddorp aangeduid. Deze wijk verrees echter pas 9 jaar na het bombardement en behoort tot de periode van de wederopbouw.
Het totaal aantal gebouwde noodwoningen stond in geen verhouding tot het aantal verdwenen woningen (24.000 bij het bombardement in 1940 en ruim 2600 woningen bij het bombardement op Rotterdam-West in 1943). Tot ver in de jaren zestig was er in Rotterdam nog een grote woningnood.
De bewoners van de nooddorpen hadden in Rotterdam geen goede naam. De huisvesting in de Rotterdamse binnenstad was voor 1940 erbarmelijk hoewel een deel van sloppen van het Zandstraatkwartier al was gesloopt. Veel van de armsten uit de binnenstad kwamen in de noodwoningen terecht. De bevolking in de nooddorpen die nu nog bestaan is laag opgeleid, maar daar staat een hechte sociale structuur tegenover.
Het Utrechtse, Gelderse en Brabantse dorp verdwenen in de jaren zestig. Landzicht en Smeetsland bestaan in 2008 nog, hoewel voor Smeetsland sloopplannen bestaan.
Rotterdam Centrum ·
Rotterdam-Noord ·
Rotterdam-Oost ·
Rotterdam-West ·
Rotterdam-Zuid ·
110-Morgen ·
Afrikaanderwijk ·
Agniesebuurt ·
Bergpolder ·
Beverwaard ·
Blijdorp ·
Blijdorpse polder ·
Bloemhof ·
Boomgaardshoek ·
Bospolder-Tussendijken ·
CS-kwartier ·
Carnisserbuurt ·
Cool ·
Crooswijk ·
De Esch ·
De Veranda ·
Delfshaven ·
Delfshaven-Schiemond ·
Dijkzigt ·
Feijenoord ·
Gadering ·
Groenenhagen-Tuinenhoven ·
Groot-IJsselmonde ·
Heijplaat ·
Het Lage Land ·
Hillegersberg ·
Hillesluis ·
Homerusbuurt ·
Hordijkerveld ·
Kandelaar ·
Karl Marxbuurt ·
Katendrecht ·
Kiefhoek ·
Kleinpolder ·
Kleiwegkwartier ·
Kop van Zuid ·
Kralingen ·
Kralingse Veer ·
Kreekhuizen ·
Landzicht ·
Liskwartier ·
Lloydkwartier ·
Lombardijen ·
Meeuwenplaat ·
Middelland ·
Middengebied ·
Millinxbuurt ·
Molenlaankwartier ·
Molièrebuurt ·
Nesselande ·
Nieuw Engeland ·
Nieuw-Mathenesse ·
Nieuwe Westen ·
Nooddorp ·
Noordereiland ·
Ommoord ·
Oosterflank ·
Oud-Charlois ·
Oud-IJsselmonde ·
Oud-Mathenesse ·
Oude Noorden ·
Oude Westen ·
Oudeland ·
Overschie ·
Pendrecht ·
Prinsenland ·
Provenierswijk ·
Reyeroord ·
Rubroek ·
Sagenbuurt ·
Scheepvaartkwartier ·
Schiebroek ·
Schiemond ·
's-Gravenland ·
Smeetsland ·
Spaanse Polder ·
Spangen ·
Sportdorp ·
Stadsdriehoek ·
Struisenburg ·
Tarwewijk ·
Terbregge ·
Tussenwater ·
Varenbuurt ·
Vondelingenplaat ·
Vreewijk ·
Waalhaven ·
Westpunt ·
Wielewaal ·
Witte Dorp ·
Zalmplaat ·
Zenobuurt ·
Zestienhoven ·
Zevenkamp ·
Zomerland ·
Zuidwijk